# Agustín Barrios Mangoré
Agustín Barrios Mangoré (ur. 5 maja 1885 w San Juan Bautista, zm. 7 sierpnia 1944 w San Salvador) – paragwajski gitarzysta i kompozytor. Nie ma pewności co do miejsca jego urodzenia. Z jednych źródeł wynika, iż urodził się on w San Juan Bautista, z kolei inne podają, iż była to miejscowość oddalona o 30 km – Villa Florida.
Już w dzieciństwie najważniejsze dla Barriosa były muzyka i literatura, które były ważne również dla jego rodziny. Potrafił mówić w dwóch językach: hiszpańskim i guarańskim (Południowo-Amerykańskim) oraz czytać w kolejnych trzech: angielskim, francuskim i niemieckim. Barrios pokazał zamiłowanie do gitary, zanim osiągnął 10 lat. W wieku lat 15 poszedł na studia związane z muzyką, tym samym stał się jednym z najmłodszych uniwersyteckich studentów w historii Paragwaju. Oprócz studiów muzycznych, Barrios skończył również studia matematyczne, dziennikarskie i literackie.
Po studiach, Barrios poświęcił swoje życie muzyce i poezji. Napisał około 300 piosenek, do których najpierw napisał tekst, po czym dokomponował akompaniament na gitarze. Był znany z tego, że rozdawał ludziom wiersze, a oni podpisywali je swoim nazwiskiem. 
Barrios zmarł i został pochowany w San Salvador 7 sierpnia 1944 roku. Przez wielu Paragwajczyków jest uważany za najwybitniejszego kompozytora w historii kraju.

## Utwory
- Vals no. 3 op.8
- Vals no. 4 op. 8
- La Catedral
- Julia Florida
- Una Limosna por el Amour de Dios (El Ultimo Canto)
- Prelude in C minor
- Vals de la Primavera